# مغامرات سفير عربي
مغامرات سفير عربي في إسكندينافيا منذ ألف عام هو عنوان كتاب من القطع المتوسط صادر عن مكتبة العبيكان، من تعريب أحمد عبد السلام البقالي. اعتمد الكاتب على رسالة ابن فضلان لسامي الدهان، وأكلة الموتى لمايكل كريتون.

## قصة الكتاب
أرسل ملك الصقالبة (ألمش بن يالطور) إلى أمير المؤمنين المقتدر رسالة يسأله فيها أن يوفد إليه من يفقه في الدين، ويعرّفه شرائع الإسلام، ويبني له مسجداً؛ فبعث إليه سفيراً عالماً رقيقاً حاضر البديهة من سكان المدن المسالمين.
وبعد ثلاث سنوات عاد ذلك السفير دون أن ينجز مهمته، حيث إن جماعة من الفايكنغ الإسكندينافيين سكان الشمال الهمج المتوحشين عشاق الحرب اعترضوا طريقه وخطفوه أسيراً إلى بلادهم غير المتحضرة.
إنها قصة شجاعة وإنسانية تصل إلى ذروة الروعة حينما ينضم ذلك العربي إلى مختطفيه في قتالهم للمخلوقات المرعبة المفزعة المكسوة أجسادهم بالشعر، الزاحفة الخارجة من الكهوف لتقتل ضحاياها وتأكلهم.
إنها رواية شيقة ماتعة، وقصة أحداث من التراث العربي تضعها مكتبة العبيكان بين أيديكم.

## قصة أحمد عبد السلام البقالي مع أحمد بن فضلان
وقع في يد الكاتب كتاب مستعمل عنوانه أكلة الأموات للكاتب مايكل كرايتن، ومما جاء في مقدمة هذا الكتاب (يعتبر مخطوط ابن فضلان أقدم تسجيل معروف، كتبه شاهد عيان، عن حياة ومجتمع الفايكنغ الإسكندنافيين؛ فهو وثيقة فريدة من نوعها، تصف بدقة متناهية أحداثاً وقعت منذ أكثر من ألف سنة، ولم يصلنا المخطوط كاملاً عبر تلك الفترة الزمنية الهائلة فله هو الآخر قصة لا تقل غرابة عن النص نفسه).
مصادر القصة (انظر الفقرة التالية) متعددة، وهي بعدة لغات (العربية، اللاتينية، الألمانية، الفرنسية، الدانمركية، السويدية والإنجليزية). وقد تصدى لمهمة تحقيق وتنسيق هذه المصادر المتعددة للقصة عدة أشخاص لهم بصمة مميزة أوردهم الكاتب وذكر دور كل منهم بكل أمانة. ولكن الكاتب شعر أن هناك نقص في النسخة العربية (رسالة ابن فضلان لسامي الدهان) والنسخة الإنجليزية (أكلة الأموات لمايكل كرايتن) مما دفعه إلى إخراج هذا الكتاب (مغامرات سفير عربي) ليجمع فيها النصين بكل فن واحتراف.
قراءة الكتاب متعة حقيقية للجميع.